# 長蓋異柱水蚤
長蓋異柱水蚤（学名：[Heterostylites longioperculis] 错误：{{Lang}}：文本有斜体标记（帮助））为異肢水蚤科異柱水蚤屬下的一个种。